# Eldon (Missouri)
Eldon is een plaats (city) in de Amerikaanse staat Missouri, en valt bestuurlijk gezien onder Miller County.

## Demografie
Bij de volkstelling in 2000 werd het aantal inwoners vastgesteld op 4895.
In 2006 is het aantal inwoners door het United States Census Bureau geschat op 4984, een stijging van 89 (1,8%).

## Geografie
Volgens het United States Census Bureau beslaat de plaats een oppervlakte van
8,7 km², geheel bestaande uit land. Eldon ligt op ongeveer 282 m boven zeeniveau.

## Plaatsen in de nabije omgeving
De onderstaande figuur toont nabijgelegen plaatsen in een straal van 20 km rond Eldon.